# エリス・M・ザカライアス
エリス・マーク・ザカライアス・シニア (Ellis Mark Zacharias, Sr., 1890年1月1日 - 1961年6月27日) は、アメリカ合衆国の海軍軍人。海軍少将。第二次世界大戦期の海軍情報部次長。後にはNBCのドキュメンタリー「Behind Closed Doors」のナレーターを務めた。姓は日本語では「ザカリアス」「ザハリアス」「ザカライヤス」と表記される場合もある
。

## 生い立ちおよび経歴
ザカライアスはフロリダ州ジャクソンビルに生まれる。1912年にアナポリスの海軍士官学校を卒業した。戦艦アーカンソー (USS Arkansas, BB-33) に着任し、タフト大統領のパナマ運河視察の護衛に従事した。1913年から1915年まで、ザカライアスはバージニア (USS Virginia, BB-13) に乗り組み、その後調査艦ハンニバル (USS Hannibal, AG-1) に乗り組む。第一次世界大戦時には砲術士官としてピッツバーグ (USS Pittsburgh, ACR-4) に乗り組んだ。
その後、大日本帝国に大使館付武官として赴任し、約3年ほど勤務、関東大震災の前にアメリカに戻った。
海軍休日時代の1931年前半、大日本帝国海軍の海軍将校高松宮宣仁親王（昭和天皇弟宮）と喜久子夫妻がアメリカ合衆国を訪問した。日本滞在経験を踏まえて、ザカライアスは親王夫妻の接待役となった。
1930代後半にアメリカ海軍情報局に所属した。ワシントンDCで山口多聞と対決した。そのあと、ロスアンゼルスで日本海軍のスパイのフレドリックラットランドを二重スパイとして勧誘された。
第二次世界大戦時、ザカライアスは1940年から1942年まで重巡洋艦ソルトレイクシティ (USS Salt Lake City, CA-25) の艦長を務めた。戦時中の彼の階級は大佐であった。1942年のドーリットル空襲時にはハルゼー提督が率いる第16任務部隊（空母エンタープライズ、ホーネット）機動部隊の護衛を担当した。
1945年4月、海軍情報部から戦争情報局に転任となる。海軍情報部時代の情報収集から、日本の政府や軍に和平を望むグループが存在することを確信したザカライアスは、海軍長官のジェームズ・フォレスタルを説得して日本の和平派を後押しするための「OP-16-W」と呼ばれるプログラムに着手し、短波放送を用いた日本に対する心理作戦を実行した（ザカライアス放送）。ザカライアスの進言と活動をきっかけに、フォレスタルは日本に対する「無条件降伏」の内容を緩和する意見の有力な支持者となった。
1946年に心臓発作のため軍を退役し、34年に及ぶ軍務を終えた。
退役後に彼がナレーターを務めたテレビ番組「Behind Closed Doors」は、冷戦を舞台としたユニークな26のエピソードからなるドキュメンタリーシリーズで、ブルース・ゴードンが時折主役のマトソン司令官役で出演した。旧ソ連がどのようにしてアメリカのミサイル関連の機密を盗み出したかに焦点を合わせ、さらなるスパイ活動を防止するためどのようにすべきかを提案している。「Behind Closed Doors」はザカライアスの戦中における情報部での経験を元にして製作された。ザカライアスはそれぞれのエピソードの終盤にコメントを行っている。ザカライアスは「Behind Closed Doors」に出演する前には、ラジオ番組「Secret Missions」のナレーターも担当した。2つの番組のタイトルは、彼の著書からとられたものであった。
1961年、彼は心臓発作のためニューハンプシャー州ウェストスプリングフィールドの自宅で死去した。1962年7月3日にバージニア州のアーリントン国立墓地に埋葬された。妻のクララ・ミラー（1897年2月27日生）は1992年11月7日に死去し、ザカライアスの墓に埋葬された。死去当時彼女はバージニア州のフォールズチャーチで生活していた。彼らの息子、エリス・M・ザカライアス・ジュニア（1926年2月1日 - 2006年4月17日）はオクラホマ州タルサで80歳で死去した。彼は1975年にタルサに移り住み、写真家として生活していた。ザカライアス・ジュニアは父と同じく海軍兵学校を卒業し、戦艦ミズーリ (USS Missouri, BB-63) に乗り組んでいた。

## 著書（訳書のみ）
- ザカリアス『密使』 土居通夫訳、改造社、1951年。訳書は各・抄訳版
- エリス・M.ザカリアス『日本との秘密戦』 新岡武訳、日刊労働通信社、1958年
  - 新版『日本との秘密戦』 日刊労働通信社訳、朝日ソノラマ・文庫 スパイ戦史シリーズ、1985年

## 参照
1. ↑  「Shin Sekai Shinbun 1931.05.26、新世界新聞／nws_19310526(スタンフォード大学フーヴァー研究所)」 アジア歴史資料センター Ref.J21021760100  p.3〔 灣東の高松宮殿下◇◇御召自動車のドーアをあけたのはザカライヤス接伴員 〕
2. 1 2 3  “Ellis M. Zacharias”.   arlingtoncemetery.net. 2009年10月7日閲覧。
3. 1 2  「Shin Sekai Shinbun 1931.05.24、新世界新聞／nws_19310524(スタンフォード大学フーヴァー研究所)」 アジア歴史資料センター Ref.J21021759800  p.1〔 米國海軍将校の見た　軍人としての宮様　軍事以外の御博識にも驚嘆　海軍中佐ザカイアラス氏談話／高松宮同妃殿下ニューヨーク御到着以来米國海軍省を代表して御接待申上げし居る海軍大佐ザカイアラス氏は日本に三年駐在して頗る日本語の流暢で日本通であるが、兩殿下に随行して各地を巡視し其の間常に兩殿下のお相手申上げて居るもので同大佐の感想を訊くと流暢な日本語で記者に語り／私は日本と最も因縁の深い者であるが曾て日本に大使館附武官として三ヶ年駐在し例の關東大震災籔ヶ月前歸國しました、其の關係で日本に對して常に憧れを持つて居る處へ今度の尊い大任を帶びたので實に無情の光榮に思つて居ります、兩殿下に御随行申上げて日常の御行動を拝し奉るに、誠に御立派な御態度であらせられ、米人との御接觸の御模様を拝すると誠に日本のプリンス、プリンセスとしての御威嚴をお親しみをお持ち遊ばして居ります。殊に殿下には御専門の軍事以外に各種の事情に御精通遊ばされ、米國の如何なる最新式の機械を御台覧になつてもお驚きになることはなく、其の御博識なること、驚く程である、亦軍事上のことに關しては申すまでもなく、立派な海軍将校であらせられ、我々は心から御敬服申上げて居る次第である(記事おわり)
4. ↑  「Shin Sekai Shinbun 1931.05.20、新世界新聞／nws_19310520(スタンフォード大学フーヴァー研究所)」 アジア歴史資料センター Ref.J21021759000  p.1(高松宮宣仁親王夫妻経歴解説)
5. ↑  “Beverly Hills Spy”. 2023年9月14日閲覧。
6. ↑  “Books: Fifteen Guns”. time.com. (1946年12月23日) 2009年10月7日閲覧。
7. 1 2 3  長谷川毅『暗闘 スターリン、トルーマンと日本降伏（上） 』中央公論新社〈中公文庫〉、2011年、pp.111 - 112
8. ↑  Tim Brooks and Earle Marsh, The Complete Directory to Prime Time Network TV Shows, 1946-Present, New York: Ballantine Press, 1992, p. 79
9. ↑  “Secret Missions; The Story of an Intelligence Officer”.   abaa.org/books. 2009年10月7日閲覧。
10. ↑  “Behind Closed Doors: The Secret History of the Cold War”.   barnesandnoble.com. 2009年10月7日閲覧。
11. 1 2  “Social Security Death Index”.   ssdi.rootsweb.ancestry.com. 2009年10月9日閲覧。
12. ↑  “"Ellis Zacharias, APSA 1926-2006 Tulsa, Oklahoma"”.   findarticles.com. 2009年10月9日閲覧。